# Austrolaenilla lanellae
Austrolaenilla lanellae är en ringmaskart som beskrevs av Pettibone 1955. Austrolaenilla lanellae ingår i släktet Austrolaenilla och familjen Polynoidae. Inga underarter finns listade i Catalogue of Life.